# Nacionalismo burguês
No marxismo, o nacionalismo burguês é a prática das classes dominantes de deliberadamente dividir as pessoas por nacionalidade, raça, etnia ou religião, de modo a distraí-las de iniciar uma luta de classes. É visto como uma estratégia de dividir para conquistar usada pelas classes dominantes para impedir que a classe trabalhadora se una contra eles (daí o slogan marxista, "Proletários de todos os países, uni-vos!").

## Uso

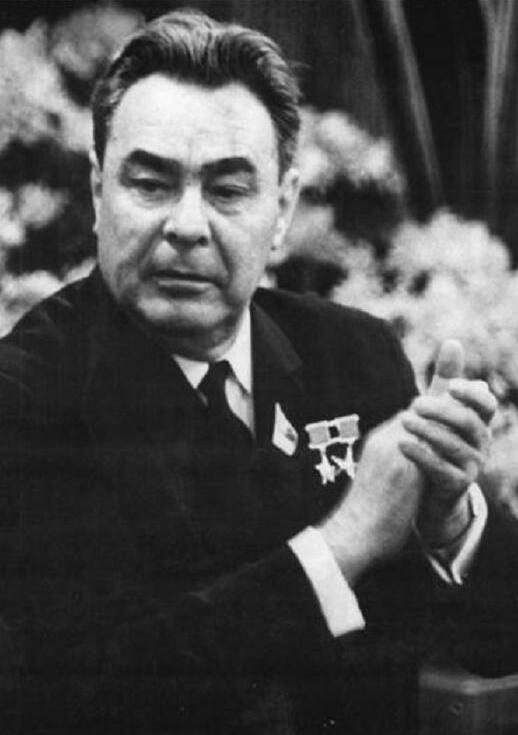
Leonid Brejnev

### União Soviética
Após a Revolução de Outubro, o governo bolchevique baseou sua política de nacionalidades (korenização) nos princípios do marxismo. De acordo com esses princípios, todas as nações deveriam desaparecer com o tempo, e o nacionalismo era considerado uma ideologia burguesa.
Em seu Relatório sobre o 50.º aniversário da formação da URSS, Leonid Brezhnev enfatizou: “É por isso que os comunistas e todos que lutam pelo socialismo acreditam que o aspecto principal da questão nacional é a unificação dos trabalhadores, independentemente de sua origem nacional, na batalha comum contra todo tipo de opressão e por um novo sistema social que elimine a exploração dos trabalhadores”.

### China

Liu Shaoqi

O nacionalismo burguês como conceito foi discutido pelo presidente da China, Liu Shaoqi, da seguinte forma:
A exploração do trabalho assalariado, a concorrência, o extorquir (squeeze out), supressão e engolição de rivais entre os próprios capitalistas, o recurso à guerra e até mesmo à guerra mundial, a utilização de todos os meios para assegurar uma posição de monopólio em seu próprio país e em todo o mundo — tal é o caráter inerente da burguesia em busca de lucro.  [...] As manifestações mais cruéis do desenvolvimento do nacionalismo burguês incluem a escravidão dos países coloniais e semicoloniais pelas potências imperialistas, a Primeira Guerra Mundial, a agressão de Hitler e Mussolini e dos senhores da guerra japoneses durante a Segunda Guerra Mundial, e os esquemas de escravidão do mundo inteiro empreendidos pelo campo imperialista internacional, liderado pelo imperialismo americano.